# Ida Maria Charlotta Broling
Ida Maria Charlotta Broling, född 31 december 1828 i Stockholm, död 16 mars 1900 i Stockholm, var en svensk landskapsmålare.
Hon var dotter till Carl Broling och Sophia Maria Willberg samt syster till tecknaren Gustaf Broling och brorsdotter till Gustaf Broling. Hennes konst består av teckningar och landskapsmålningar. Hon medverkade i utställningar med Bohusläns konstförening.